# Parque Nacional de Caparaó

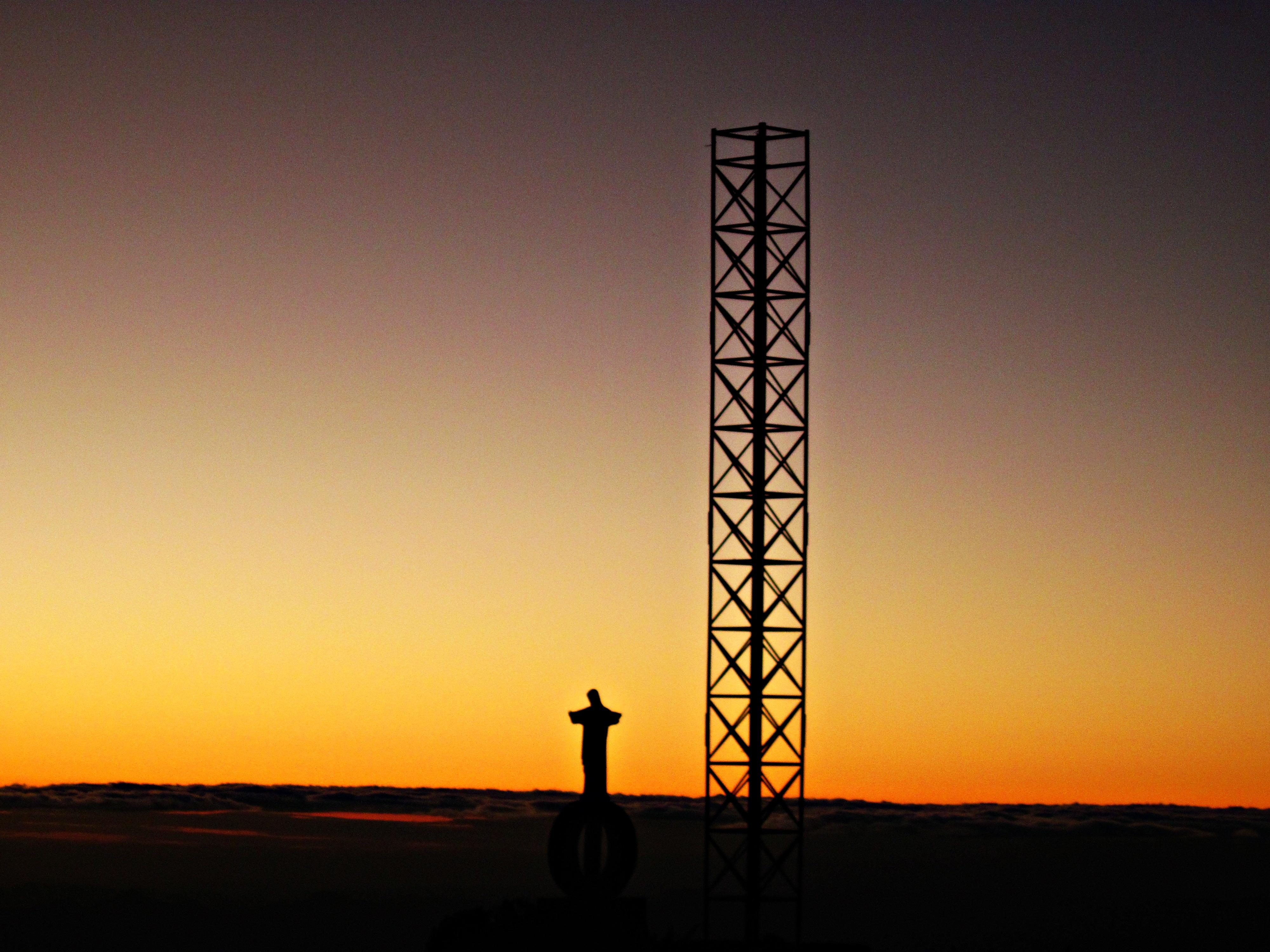
Vista do Pico da Bandeira ao anoitecer

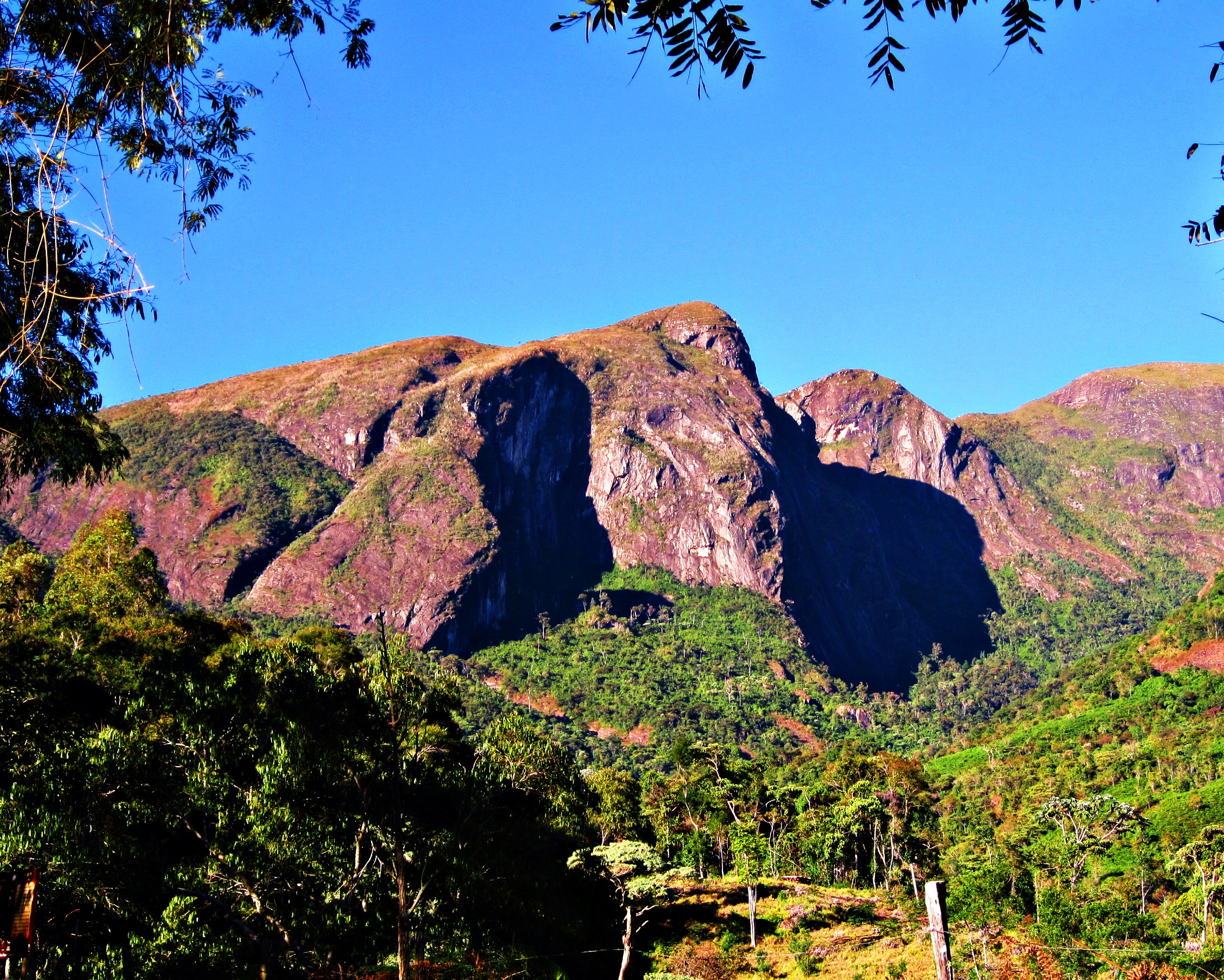
Formação rochosa chamada de "Face de Cristo" vista do lado mineiro da serra

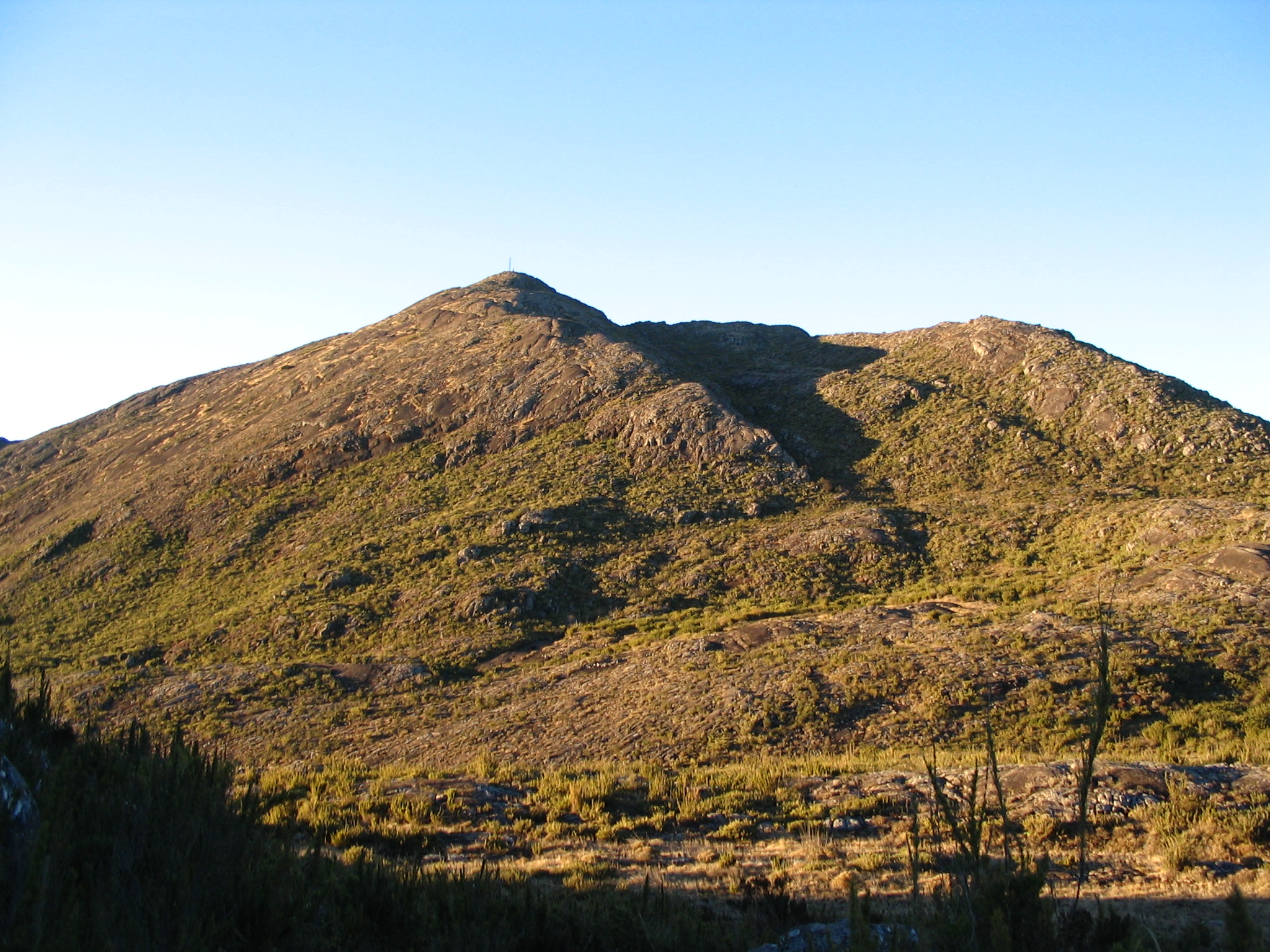
Pico da Bandeira principal atração do parque

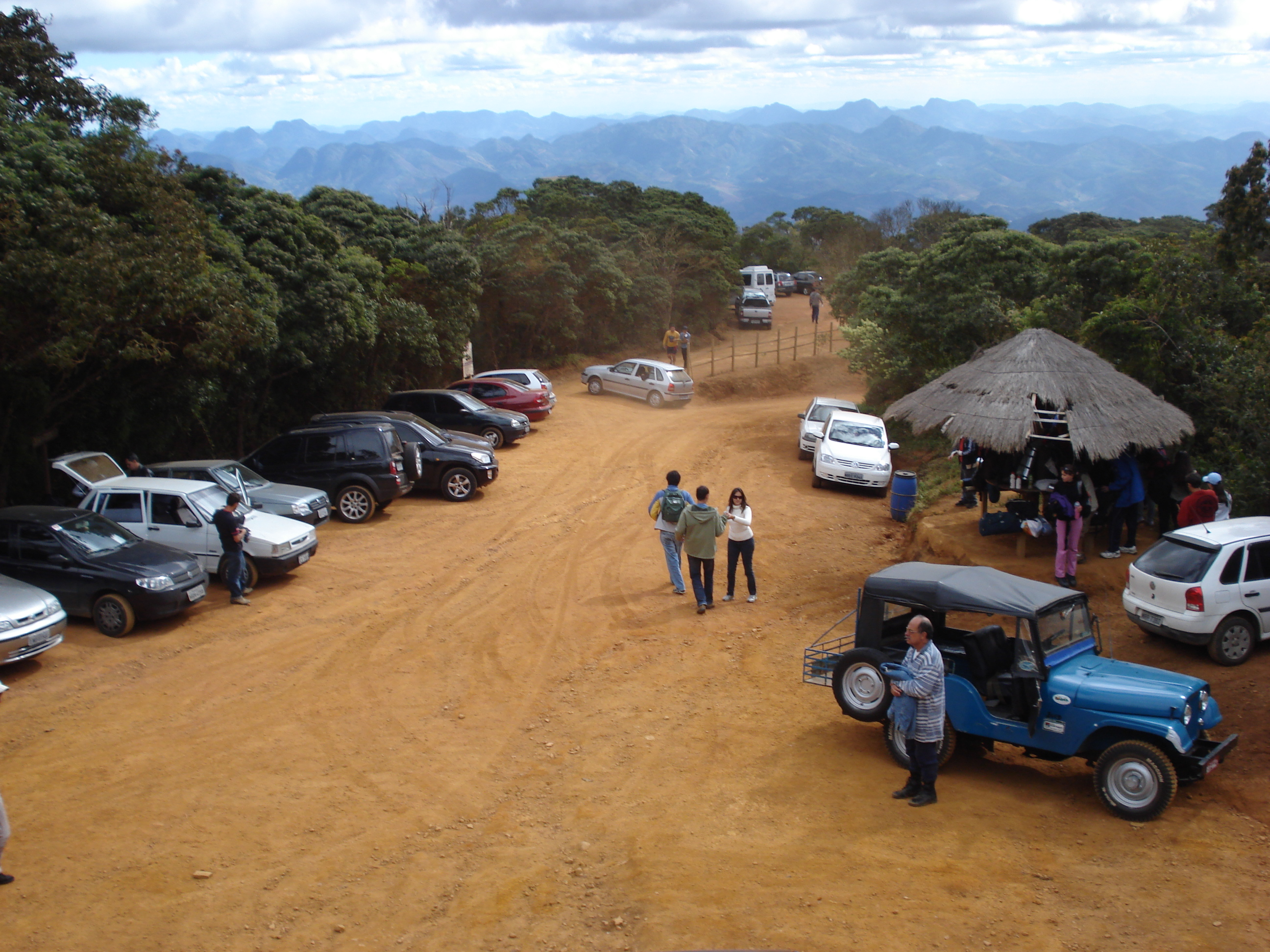
Acampamento Tronqueira

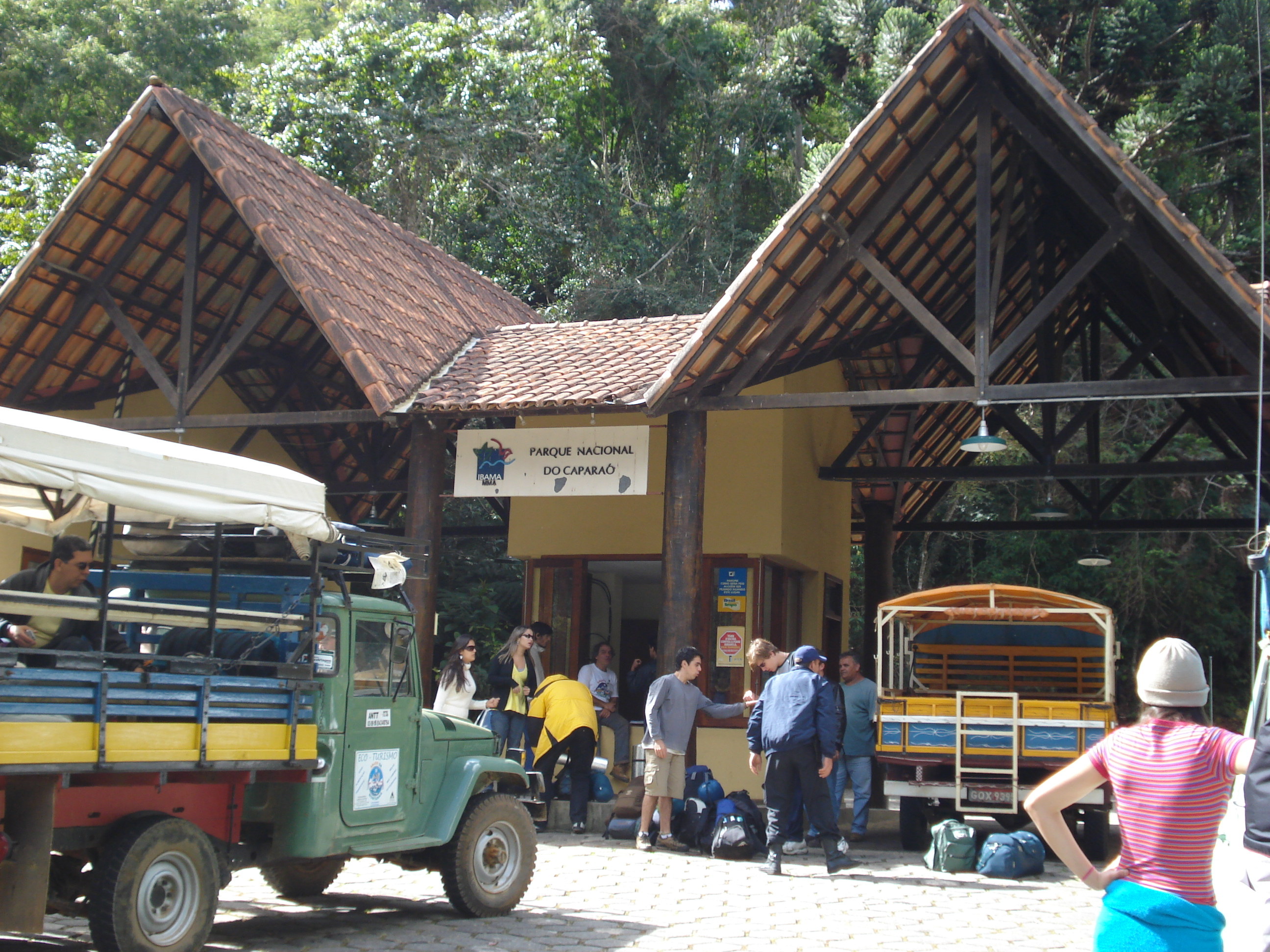
Portaria do parque em Minas Gerais

O Parque Nacional de Caparaó foi criado em 24 de maio de 1961 pelo decreto federal nº 50.646, assinado então pelo presidente Jânio Quadros. Abriga o terceiro pico mais alto do país, o Pico da Bandeira. É administrado pelo Instituto Chico Mendes de Conservação da Biodiversidade (ICMBio). O Parque possui 31.800 hectares de área.
O parque está localizado na divisa entre os estados do Espírito Santo e Minas Gerais e ocupa sete cidades do lado capixaba e quatro do lado mineiro. Cerca de 80% do parque está no estado do Espírito Santo. O Pico da Bandeira, com 2.891 metros, ponto mais elevado do parque, localiza-se na divisa dos estados. O Pico do Cristal, com 2.769 metros fica exclusivamente em território mineiro. O parque abriga ainda outros picos, menores em tamanho, mas também de altitudes consideráveis, como o Morro da Cruz do Negro (2.658 metros), a Pedra Roxa (2.649 metros), o Pico dos Cabritos ou do Tesouro (2.620 metros), o Pico do Tesourinho (2.584 metros), e a Pedra Menina (2.037 metros) todos em território capixaba.
Este parque é uma das mais representativas áreas de Mata Atlântica em território capixaba, que além de cobrir boa parte da Serra do Caparaó, também é encontrada nas encostas das Serras do Castelo, do Forno Grande e da Pedra Azul. A Serra do Caparaó é uma ramificação da Serra da Mantiqueira, se interligando com as Serras do Brigadeiro e do Pai Inácio em Minas Gerais.

## Topônimo
"Caparaó" é uma referência ao Rio Caparaó e à Serra do Caparaó.

## História
Por volta de 1859, o imperador Dom Pedro II determinou que fosse colocada uma bandeira do império no pico mais alto da Serra do Caparaó. Acredita-se que a denominação Pico da Bandeira se deva a este fato.
A Serra do Caparaó ainda foi palco da Guerrilha do Caparaó, instabilidade política ocorrida em 1964. Em 1967, a Guerrilha do Caparaó foi debelada pela Polícia Militar de Minas Gerais e não pelas Forças Armadas, que lá chegaram após comunicado da Polícia Militar relatando a prisão dos revolucionários.
Os guerrilheiros, já enfraquecidos e doentes devido ao clima e a dificuldades de sobrevivência num local tão inóspito, foram delatados por um dono de farmácia de Espera Feliz, na época pertencente ao município de Carangola. Os policiais comunicaram o fato ao comando do batalhão, que enviou apenas mais um pequeno efetivo, que foi ao local e os prendeu. Há relatos de que diversos feridos na Guerrilha foram levados ao hospital Casa de Caridade em Carangola.

## Geografia

### Localização
Situa-se na divisa dos Estados de Minas Gerais e Espírito Santo, sendo que 79,4% de sua área está dentro do território capixaba. Suas coordenadas estão entre 20º19’ e 20º 37’ S de latitude e entre 41º43’ e 41º53’ O de longitude.
A região do parque está situada a 300 km da capital capixaba Vitória, com acesso pela localidade da Pedra Menina em Dores do Rio Preto, e a 340 km da capital mineira Belo Horizonte, com acesso pelo município de Alto Caparaó.

### Municípios
O Parque Nacional de Caparaó abrange doze municípios no lado capixaba do Parque e quatro no lado mineiro. São os municípios capixabas: Jerônimo Monteiro, Iúna, Ibatiba, Ibitirama (onde fica o Pico da Bandeira), Irupi, Dores do Rio Preto, Divino de São Lourenço, Guaçuí, Alegre, Muniz Freire, São José do Calçado e Bom Jesus do Norte; enquanto os município mineiros são: Alto Caparaó, Caparaó, Alto Jequitibá e Espera Feliz.[carece de fontes?]

### Altitude
A elevação média é de 997 metros na sua cota mais baixa, atingindo 2.891 metros no Pico da Bandeira, sendo este o terceiro maior desnível do Brasil.

### Clima
O clima da região do parque é tropical de altitude, da variação Cwb e possui temperaturas amenas, com médias anuais entre os 19°C e os 22°C, mas essa região serrana possui temperaturas médias anuais menores nas áreas de maior altitude.
Os cumes dos parques são lugares muito frios, sendo alguns dos pontos mais frios do Brasil, neles a temperatura pode variar de 25°C a até -10°C, sendo que no inverno, os picos registram geadas e temperaturas de -4°C diariamente, porém há um guia do parque que diz ter registrado a temperatura de -14°C no Pico da Bandeira (não foi considerada uma marcação oficial). Aos pés do Pico do Cristal existe um lago onde se registra pelo menos um dia por ano com cobertura de gelo no local[carece de fontes?].

## Acessos
O parque atrai muitos turistas, principalmente durante as férias de inverno. Os turistas vêm principalmente em busca do clima frio, e para chegarem ao cume do Pico da Bandeira por conta da sua conhecida vista do nascer do Sol no cume da montanha, do Pico do Cristal. Também há quem venha em busca de tranquilidade.
Os municípios possuem paisagens intocadas, tanto do lado mineiro, quanto do lado capixaba.
Seus principais acessos são o Portal Pedra Menina no município de Dores do Rio Preto(ES) por onde se chega a Casa Queimada, início da trilha via Caparaó-Capixaba para o Pico da Bandeira, e o Portal Alto Caparaó no município de Alto Caparaó(MG) com estrada até o mirante do acampamento Tronqueira, origem da trilha pela vertente mineira ao referido Bandeira.

## Dentro do Parque
O parque dispõe de áreas de educação ambiental, acampamento, escaladas ao Pico da Bandeira, visitação, estudos e pesquisas. Nem todo o parque é aberto ao público, pois ali tem recuperação de áreas degradadas e áreas destinadas a vida selvagem. O parque é um interessante ponto de visitação, possui vistas lindas de diversos pontos.